# 布伊納卡山

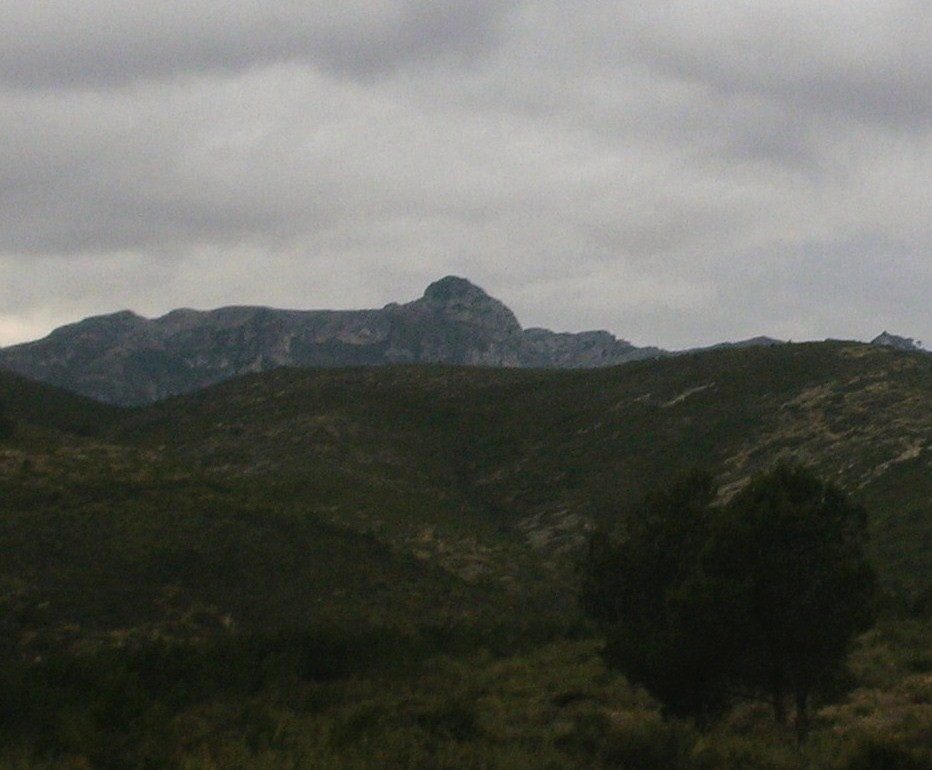

布伊納卡山，是西班牙的山峰，位於該國東北部加泰羅尼亞，屬於加泰羅尼亞前海岸山脈的一部分，海拔高度764米，是卡爾多山的最高點。
40°52′58″N 0°37′11″E / 40.88278°N 0.61972°E